# Dark Carnival
Dark Carnival es una colección de veintisiete cuentos del escritor estadounidense Ray Bradbury, publicada en octubre de 1947 por Arkham House. Todos los relatos, menos seis, habían sido publicados antes en revistas, aunque Bradbury revisó algunos de los textos para su reedición. Fue su primer libro, y muchas de las historias serían reimpresas en otras obras.
Arkham House, una pequeña editorial de Sauk City, Wisconsin, especializada en la literatura imaginativa y de terror, publicó el libro con una tirada de 3.112 ejemplares, por lo que el libro se agotó apenas unos años después. Cuando Ballantine Books le dio la oportunidad de volver a publicar la colección agotada, Bradbury aprovechó para revisar su primer libro y corregir las cosas que consideraba inadecuadas. Reescribió varias historias, hizo revisiones ligeras de otras, cortó doce cuentos en total y agregó cuatro nuevos para completar la colección. Esta nueva compilación de cuentos se editó en 1955 bajo el nombre de El país de octubre (The October Country).
Durante muchos años, Bradbury no permitió que se reimprimiera Dark Carnival, ya que había actualizado muchas de las historias en The October Country. Sin embargo, en 2001 Gauntlet Press imprimió una edición limitada de Dark Carnival, con cinco historias adicionales y una nueva introducción de Bradbury.

## Contenido
Dark Carnival está formado por veintisiete relatos, algunos de ellos antes publicados en revistas: Mademoiselle, Weird Tales, Dime Mystery Magazine, Harper's Magazine...
En la edición inglesa de 1948, publicada por Hamish Hamilton, tan solo aparecen veinte de los cuentos.
Tras la revisión que hizo el autor de los cuentos publicados en Dark Carnival,
finalmente, quince de los veintisiete relatos fueron reimpresos en The October Country en 1955.
En 1962, Ace Books publicó en Reino Unido The Small Assassin, una antología de trece cuentos, todos ellos publicados en The Dark Carnival.
| The Dark Carnival (1947) | Edición inglesa (1948) | The October Country (1955) | The Small Assassin (1962) |
| ------------------------ | ---------------------- | -------------------------- | ------------------------- |
| The Homecoming           | ✓                      | ✓                          |                           |
| Skeleton                 | ✓                      | ✓                          |                           |
| The Jar                  | ✓                      | ✓                          |                           |
| The Lake                 | ✓                      | ✓                          | ✓                         |
| The Maiden               |                        |                            |                           |
| The Tombstone            | ✓                      |                            | ✓                         |
| The Smiling People       | ✓                      |                            | ✓                         |
| The Emissary             | ✓                      | ✓                          |                           |
| The Traveller            | ✓                      |                            |                           |
| The Small Assassin       | ✓                      | ✓                          | ✓                         |
| The Crowd                | ✓                      | ✓                          | ✓                         |
| Reunion                  |                        |                            |                           |
| The Handler              | ✓                      |                            | ✓                         |
| The Coffin               |                        |                            |                           |
| Interim                  |                        |                            |                           |
| Jack-in-the-Box          |                        | ✓                          | ✓                         |
| The Scythe               |                        | ✓                          |                           |
| Let's Play "Poison"      | ✓                      |                            | ✓                         |
| Uncle Einar              | ✓                      | ✓                          |                           |
| The Wind                 | ✓                      | ✓                          |                           |
| The Night                | ✓                      |                            | ✓                         |
| There Was an Old Woman   | ✓                      | ✓                          |                           |
| The Dead Man             | ✓                      |                            | ✓                         |
| The Man Upstairs         | ✓                      | ✓                          | ✓                         |
| The Night Sets           |                        |                            |                           |
| The Cistern              | ✓                      | ✓                          | ✓                         |
| The Next In Line         | ✓                      | ✓                          | ✓                         |